# Национално знаме на Мадагаскар
Националното знаме на Мадагаскар е прието на 14 октомври 1958 година. Цветовете на знамето представляват историята на Мадагаскар, копнежа за независимост, и традиционните класи. Червеното и бялото са цветовете на Кралство Мери, което пада под френска власт през 1896 година. Те разкриват и етническия произход на местното население и се свързват със знамето на Индонезия. Зеленото е цветът на Хова (средна класа).

## Знаме през годините
- (1787 – 1885)
- (1885 – 1896)
- (1896 – 1958)